# Гейлика фон Виттельсбах

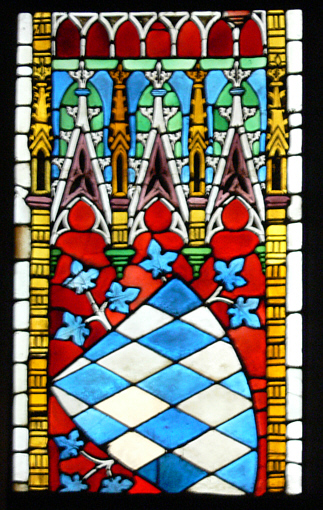
Герб Виттельсбахов на витраже женского Монастыря Зелигенталь ордена цистерцианцев в Ландсхуте (Нижняя Бавария)

Гейлика фон Виттельсбах (нем. Heilika von Wittelsbach, чеш. Hellicha z Wittelsbach; около 1160 — после 1214) — чешская принцесса, жена князя Чехии Конрада II Оттона.
Из рода Виттельсбахи.
Хейлика была дочерью князя Моравии в Оломоуце Ота III Детлеба и Бенедикты фон Моосбург, дочери графа Буркхарда V.
До 1176 года вышла замуж за Конрада II Оттона из династии Пржемысловичей, который был старше её примерно на 25 лет. Она и Конрад, тогдашний герцог Зноймо, поженились когда ей было около 16 лет, а её мужу примерно на 25 лет старше.
В 1182 году она стала первой маркграфиней Моравии, после того как её муж был назначен маркграфом императором Фридрихом Барбароссой. Позже стала герцогиней, когда её муж при поддержке как императора, так и местной знати взошёл на чешский престол в 1189 году.
В 1189–1191 годах — Герцогиня-консорт Богемии.
В 1191 году герцог Конрад II сопровождал сына и преемника Фридриха Генриха VI в его кампании против Сицилийского королевства, но так и не вернулся, поскольку умер 9 сентября во время осады Неаполя .
Брак остался бездетным.